# Élections législatives lettonnes de 2011
Les élections législatives lettonnes de 2011 (11. Saeimas vēlēšanas) se sont tenues le 17 septembre 2011, afin d'élire les cent députés de la onzième législature de la Saeima.

## Contexte
Aux élections législatives du 2 octobre 2010, la coalition politique Unité, du Premier ministre Valdis Dombrovskis, avait remporté le scrutin avec 33 députés et 30,7 % des voix. Dombrovskis avait ensuite maintenu son alliance avec l'Union des verts et des paysans (ZZS), s'assurant une majorité absolue de 55 députés sur 100. Le 28 mai 2011, à cinq jours de l'élection présidentielle, le président Valdis Zatlers annonce la convocation d'un référendum sur la dissolution de la Saeima en dénonçant la corruption et les oligarques, ce qui conduit à sa défaite lors du scrutin du 2 juin, face au député indépendant et ex-homme d'affaires Andris Bērziņš. Le jour de la consultation, le « oui » l'emporte à plus de 94 % des voix, ce qui conduit à la convocation d'élections anticipées, tandis que Zatlers crée son propre parti, en vue de se lancer dans la campagne des législatives.

## Mode de scrutin
La Saeima se compose de cent députés, élus pour quatre ans au suffrage universel direct suivant les règles du scrutin proportionnel de Sainte-Laguë. Le vote préférentiel est autorisé.
Le pays est divisé en cinq circonscriptions, qui élisent de 32 à 13 députés en fonction de leur population. Seuls les forces politiques remportant au moins 5 % des suffrages exprimés au niveau national sont admises à la répartition des sièges.

### Allocation des sièges par circonscription
| Circonscriptions | Sièges | +/-           |  |
| Riga             | 30     | 1             |  |
| Livonie          | 27     | en stagnation |  |
| Latgale          | 15     | 1             |  |
| Zemgale          | 15     | en stagnation |  |
| Courlande        | 13     | en stagnation |  |
| Total            | 100    | en stagnation |  |

## Principaux partis et chefs de file
| Formation | Formation                                                   | Idéologie                                                | Chef de file                          | Résultats en 2010           |
| --------- | ----------------------------------------------------------- | -------------------------------------------------------- | ------------------------------------- | --------------------------- |
|           | Unité Vienotība                                             | Centrisme Libéralisme, conservatisme, social-libéralisme | Valdis Dombrovskis (Premier ministre) | 30,70 % des voix 33 députés |
|           | Centre de l'harmonie Saskaņas Centrs                        | Centre gauche                                            | Jānis Urbanovičs et Nils Ušakovs      | 25,71 % des voix 29 députés |
|           | Union des verts et des paysans Zaļo un Zemnieku savienība   | Centre droit Écologie, agrarisme                         | Aivars Lembergs                       | 19,43 % des voix 22 députés |
|           | Parti réformateur de Šlesers Šlesera Reformu partija LPP/LC | Droite Libéralisme, démocratie chrétienne                | Ainārs Šlesers                        | Absent (En coalition)       |
|           | Alliance nationale Nacionālā apvienība                      | Droite Nationalisme, conservatisme                       | Gaidis Bērziņš                        | 7,54 % des voix 8 députés   |
|           | Parti réformateur de Zatlers Zatlera Reformu partija        | Centrisme                                                | Edmunds Sprūdžs                       | Inexistant                  |

## Résultats
|                        |                                                        |           |       |       |        |               |  |  |  |  |  |  |  |  |
| Parti                  | Parti                                                  | Voix      | %     | +/-   | Sièges | +/-           |  |  |  |  |  |  |  |  |
|                        | Centre de l'harmonie (SC)                              | 259 930   | 28,62 | 2,01  | 31     | 2             |  |  |  |  |  |  |  |  |
|                        | Parti réformateur de Zatlers (ZRP)                     | 190 856   | 21,01 | Nv.   | 22     | 22            |  |  |  |  |  |  |  |  |
|                        | Unité (V)                                              | 172 563   | 19,00 | 12,90 | 20     | 13            |  |  |  |  |  |  |  |  |
|                        | Alliance nationale (NA)                                | 127 208   | 14,01 | 6,17  | 14     | 6             |  |  |  |  |  |  |  |  |
|                        | Union des verts et des paysans (ZZS)                   | 111 957   | 12,33 | 7,78  | 13     | 9             |  |  |  |  |  |  |  |  |
|                        | Parti réformateur de Šlesers (LPP/LC)                  | 22 131    | 2,44  | 6,38  | 0      | 8             |  |  |  |  |  |  |  |  |
|                        | Pour les droits humains dans une Lettonie unie (PCTVL) | 7 109     | 0,78  | 0,69  | 0      | en stagnation |  |  |  |  |  |  |  |  |
|                        | Le Dernier parti (PP)                                  | 4 471     | 0,49  | 0,41  | 0      | en stagnation |  |  |  |  |  |  |  |  |
|                        | Pour une République présidentielle (PPR)               | 2 881     | 0,32  | 0,43  | 0      | en stagnation |  |  |  |  |  |  |  |  |
|                        | Contrôle du peuple (TK)                                | 2 573     | 0,28  | 0,14  | 0      | en stagnation |  |  |  |  |  |  |  |  |
|                        | Parti social-démocrate du travail letton (LSDSP)       | 2 531     | 0,28  | N/A   | 0      | en stagnation |  |  |  |  |  |  |  |  |
|                        | Liberté                                                | 2 011     | 0,22  | Nv.   | 0      | en stagnation |  |  |  |  |  |  |  |  |
|                        | Union chrétienne-démocrate (KDS)                       | 1 993     | 0,22  | 0,15  | 0      | en stagnation |  |  |  |  |  |  |  |  |
|                        |                                                        |           |       |       |        |               |  |  |  |  |  |  |  |  |
| Suffrages exprimés     | Suffrages exprimés                                     | 908 214   | 98,96 |       |        |               |  |  |  |  |  |  |  |  |
| Votes blancs et nuls   | Votes blancs et nuls                                   | 8 256     | 0,90  |       |        |               |  |  |  |  |  |  |  |  |
| Enveloppes invalides   | Enveloppes invalides                                   | 1 243     | 0,14  |       |        |               |  |  |  |  |  |  |  |  |
| Total                  | Total                                                  | 917 713   | 100   | –     | 100    | en stagnation |  |  |  |  |  |  |  |  |
| Abstention             | Abstention                                             | 626 072   | 40,55 |       |        |               |  |  |  |  |  |  |  |  |
| Inscrits/Participation | Inscrits/Participation                                 | 1 542 785 | 59,45 |       |        |               |  |  |  |  |  |  |  |  |

## Analyse
En recul de dix-neuf points, la coalition sortante, entre Unité et la ZZS, est clairement désavouée par les électeurs, au profit du ZRP, qui se classe directement en deuxième position, et dont le programme contre la corruption et les « oligarques » semble avoir porté au sein de la population. En effet, le Premier Parti de Lettonie/Voie lettonne, présent sous le nom de « Parti réformateur de Šlesers » et dont le dirigeant, Ainārs Šlesers, est considéré comme l'un des trois oligarques de Lettonie, échoue nettement à franchir la barre des 5 % des voix pour entrer à la Saeima. Confirmant les sondages, le SC s'impose, ratant de peu les 30 % des voix, et devient ainsi le premier parti de centre gauche à arriver en tête d'un scrutin en Lettonie depuis 1995. À l'autre bout de l'échiquier politique, la NA, d'orientation nationaliste, parvient à doubler son score.

## Réactions
Dès la publication des premiers sondages à la sortie des urnes, qui donnent le Centre de l'harmonie en tête et une forte poussée du Parti réformateur de Zatlers, qui talonne Unité, le Premier ministre Valdis Dombrovskis affirme sa volonté d'entamer immédiatement les négociations avec le ZRP, avant d'envisager, dans un second temps, de se rapprocher du SC et de l'Union des verts et des paysans. Quelques heures plus tard, alors que le SC et le ZRP sont en tête des résultats provisoires, l'ancien président Guntis Ulmanis affirme que ces deux formations doivent faire partie du prochain gouvernement, le Centre de l'harmonie en tant que vainqueur et le Parti réformateur de Zatlers comme « gagnant idéologique ». Il est rejoint dans cette analyse par Aivars Lembergs, chef de file de l'Union des verts et des paysans, dont la formation a connu un recul de l'ordre de sept points.
Devant les résultats qui montrent le Premier Parti de Lettonie/Voie lettonne exclu de la Saeima, l'ancien ministre des Transports Ainārs Šlesers annonce sa probable démission de la présidence du parti, car pour lui, les dirigeants doivent prendre leurs responsabilités.